# Febuxostat
Le febuxostat est un médicament hypo-uricémiant de la classe des inhibiteurs de la xanthine oxydase. Il fait baisser l'uricémie (concentration sanguine en acide urique) et soigne ainsi la maladie goutteuse avec comme objectif de la diminuer sous son seuil de saturation (60 mg l−1).

## Historique
Il a été développé au début des années 2000. L'Agence européenne des médicaments donne son aval en 2008 et la Food and Drugs Administration en 2009.

## Mode d'action
Il inhibe la xanthine oxydase de manière spécifique, sans être une base purine comme l'allopurinol.

## Métabolisme
Son taux sanguin ne semble pas être modifié par une insuffisance rénale. La voie d'excrétion est essentiellement hépatique.

## Efficacité
Il diminue le taux d'acide urique, et le volume des tophi. Les études cliniques ont démontré une efficacité du febuxostat 3 fois supérieure à celle du comparateur (allopurinol) pour atteindre le taux cible d'uricémie de 60 mg/l. 
Il existe un risque d'augmentation du nombre de crises de goutte à l’initiation du traitement, ce qui est retrouvé dans plusieurs études, imposant une administration en concomitance avec la colchicine pendant 3 à 6 mois. Toutefois, cette augmentation du risque de crise n'est pas spécifique au febuxostat, elle existe également avec l'allopurinol et est le témoin de l'efficacité du produit qui provoque la dissolution des cristaux d'acide urique.

## Effets secondaires
Ce sont essentiellement des anomalies du bilan hépatique, une diarrhée, des maux de tête, des vertiges, des douleurs musculaires. 
La sécurité cardiovasculaire de la molécule pose question : Il existe une augmentation discrète de la mortalité tout venant et cardiovasculaire dans certaines études qui n'ont pas été confirmés dans d'autres. 
Une attention toute particulière doit être portée aux réactions allergiques cutanées,, rares mais sérieuses.

## Interactions médicamenteuses
Ce médicament ne doit pas être donné avec d'autres molécules métabolisées par la xanthine oxydase : théophylline, mercaptopurine et azathioprine.